# 리버풀 비틀즈 박물관

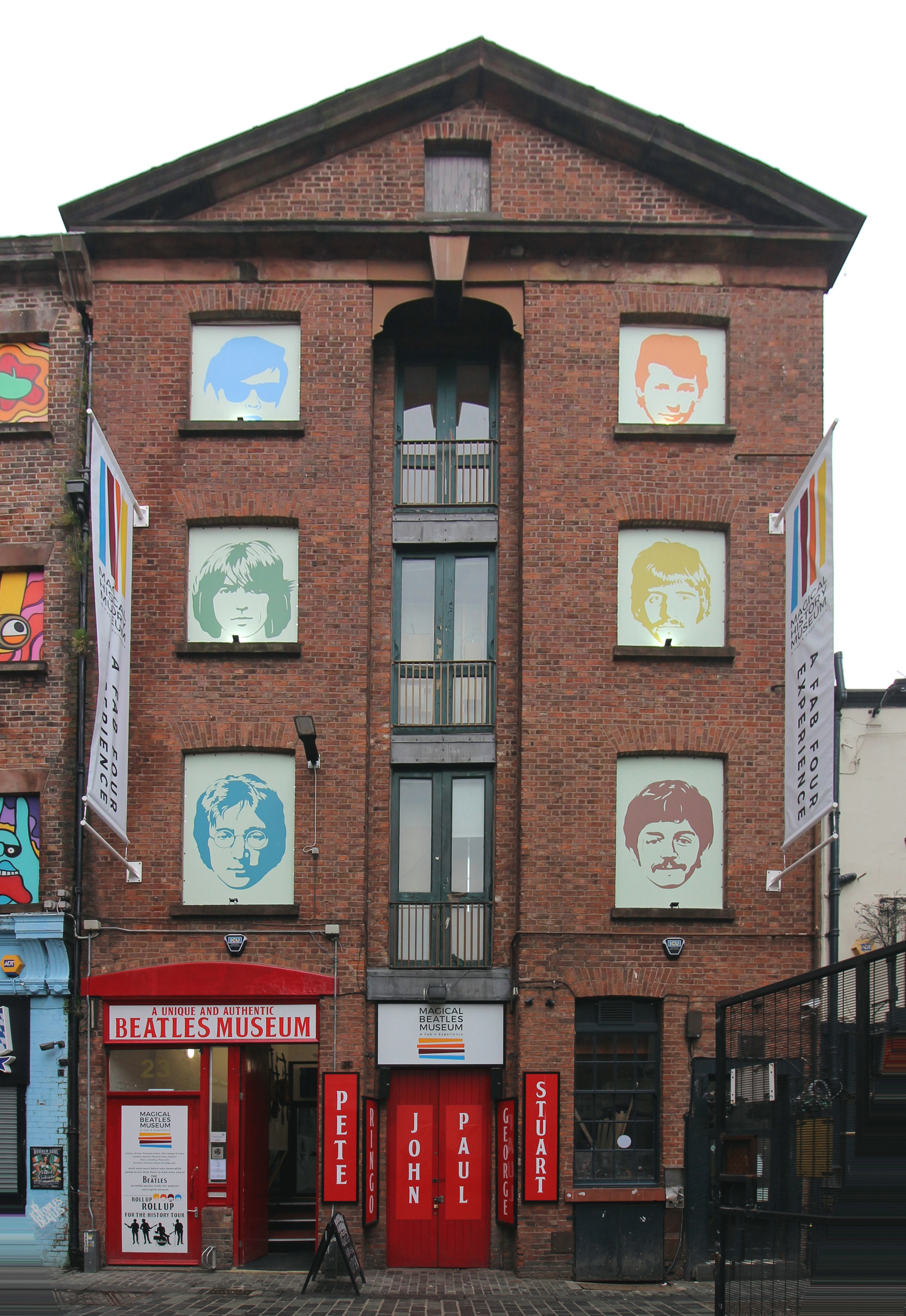
리버풀 비틀즈 박물관

리버풀 비틀즈 박물관은 리버풀 매튜 스트리트 23번지에 위치한 비틀즈를 기념하는 박물관이다.
이 박물관은 닐 아스피널의 아들이자 피트 베스트의 이복형인 모나 베스트가 만들었다. 2018년 7월 13일에 개관했다.
이 박람회에는 300개의 오리지널 품목이 전시되어 있으며, 창고에는 1,200개가 추가되었다. 5층 건물에 위치해 있으며, 그 중 3개 층은 비틀즈 역사상 다른 시대에 헌정되었다. 1층은 1959~1962년, 2층은 1963~1966년, 3층은 1967~1970년에 걸쳐 전시되어 있다.
노출된 물건으로는 조지 해리슨의 퓨처라마 기타, 존 레논의 페퍼 병장 메달, "나는 바다코끼리다"의 첼로, 피트 베스트의 프리미어 드럼 등이 있다. 이 밖에도 폴 매카트니의 베이스 스피커, 레논의 맞춤 제작 달걀 의자, 뉴욕 방문 당시 비틀즈를 경호했던 경찰관들의 이름을 나열한 경찰 일지, BBC 아워 월드 방송의 "올 유 니드 이즈 러브" 인형, 엘비스 프레슬리가 비틀즈에게 준 선물 등이 전시되어 있다.
이 건물은 19세기 초의 옛 창고였으며 영국 문화유산에 의해 2등급으로 등재되어 있다.